# Pépito (biscuit)
Pour les articles homonymes, voir Pépito (homonymie).
Pépito est une gamme de biscuits créée en 1961 par Belin. La gamme passe entièrement sous la marque LU (Lefèvre Utile) en 1997. Le personnage qui l'illustre, tiré de la bande-dessinée Pépito, est connu pour sa célèbre phrase « Ay Pépito ! »

## Histoire

### Naissance sous Belin
Pépito est créé en 1961 par la Biscuiterie Belin qui propose une galette à moitié enrobée de chocolat, l'emballage blanc et rouge pour le chocolat noir et le blanc et bleu pour le chocolat au lait,. Le personnage, un jeune mexicain portant un sombrero et parfois un poncho, y est présent en train de tenir un biscuit dans sa main et prêt à le manger. Il est tiré de la bande-dessinée italienne homonyme de Luciano Bottaro, Pépito. Ce personnage n'apparaîtra qu'en 1963 sur les emballages et en 1973 à la télévision.
Entre 1963 et 1989, la biscuiterie Belin est la filiale française du groupe américain Nabisco. La relation Pépito-Belin durera 36 ans avant sa reprise par LU en 1997 (à la suite du rachat par le groupe Danone des activités européennes de Nabisco en 1989). En 2007, Danone cède LU au groupe américain Kraft Foods (devenu depuis Mondelēz International).

### Période LU
Malgré la disparition de Belin, Pépito est toujours en activité et va même devenir une des mascottes principales de LU relookée et très active. Le biscuit connait aussi des petites modifications ou sur le côté sablé du biscuit apparaîtra le visage du personnage avec l'inscription « Pépito » sur un biscuit sur deux en dessous avant d'être remplacé en 2017 par divers visage du personnage sous forme d'émoticône.
De nouvelles variétés vont arriver : Pépito Rond, Pépito Pocket, Pépito Pockitos, Pépito Crousti choco, Pépito Choco'Creamy, Pépito choco marbré, Pépito double-choc, Pépito Mini rollos, Pépito Cara gouters, Pépito Choco fourré, Pépito Choco mousse, Pépito miniroulé, Pépito Déliros, Pépito Pépites et Pépito Brownito.

## Polémiques
Le slogan historique de la marque ainsi que le personnage avec le sombrero sont retirés du marché nord-américain à la suite de nombreuses plaintes de certains membres de la communauté hispanique.
La désignation Pépito est souvent utilisée pour faire référence aux origines ethniques d'une personne de façon désobligeante.
Contrairement au personnage de la bande dessinée de Luciano Bottaro, le personnage de LU ne porte pas un chapeau de pirate, mais un sombrero.